# Barbastella leucomelas
Barbastella leucomelas is een zoogdier uit de familie van de gladneuzen (Vespertilionidae). De wetenschappelijke naam van de soort werd voor het eerst geldig gepubliceerd door Cretzschmar in 1826.